# Байм
„Байм“ (на полски: Bajm) е полска поп и поп-рок група, основана в Люблин през 1978 г.
Съставът на групата се променя няколко пъти през годините, като неин единствен постоянен член от самото начало е вокалистката Беата Кожидрак. Името на групата представлява акроним от първите букви на първоначалните четирима членове: Беата Кожидрак, Анджей Петрас, Ярослав Кожидрак и Марк Винярски. Окончателният състав от 1993 г. насам включва Беата Кожидрак, Адам Драт, Пьотър Белецки, Артур Даневски, Кшищоф Нешчор, а от 2000 г. – и Мария Добжанска.

## Дискография

### Студийни албуми
- 1983 – Bajm
- 1985 – Martwa woda
- 1986 – Chroń mnie
- 1988 – Nagie skały
- 1990 – Biała armia
- 1993 – Płomień z nieba
- 1995 – Etna
- 2000 – Szklanka wody
- 2003 – Myśli i słowa
- 2012 – Blondynka

### Сборни албуми
- 1992 – The Very Best Of
- 1993 – The Very Best Of (Vol. II)
- 1997 – Ballady
- 2008 – Ballady 2
- 2018 – Best of 1978 – 2018

### Концертни албуми
- 2015 – Bajm Live – Akustycznie